# Dalnichen
Dalnichen  (ucraniano: Дальнічень) es una localidad del Raión de Bilhorod-Dnistrovskyi en el Óblast de Odesa de Ucrania. Según el censo de 2001, tiene una población de 366 habitantes.